# Campeonato Neerlandés de Fútbol 1946-47
El Campeonato Neerlandés de Fútbol 1946/47 fue la 58.ª edición del campeonato de fútbol de los Países Bajos. Participaron 66 equipos divididos en seis divisiones. El campeón nacional sería determinado por un grupo final formado con los ganadores de las divisiones de fútbol del este, norte, dos del sur y dos del oeste. Ajax ganó el campeonato de este año.

## Divisiones

### Eerste Klasse Este
|    | Club             | PJ | PG | PE | PP | GF | GC | Pts | DG  |                                           |
| -- | ---------------- | -- | -- | -- | -- | -- | -- | --- | --- | ----------------------------------------- |
| 1  | NEC Nijmegen     | 20 | 13 | 5  | 2  | 47 | 26 | 31  | +21 | Clasificado al grupo final por el título. |
| 2  | Go Ahead         | 20 | 13 | 3  | 4  | 44 | 29 | 29  | +15 |                                           |
| 3  | AGOVV Apeldoorn  | 20 | 10 | 4  | 6  | 47 | 33 | 24  | +14 |                                           |
| 4  | Quick Nijmegen   | 20 | 10 | 2  | 8  | 45 | 40 | 22  | +5  |                                           |
| 5  | FC Wageningen    | 20 | 6  | 8  | 6  | 34 | 37 | 20  | -3  |                                           |
| 6  | Heracles         | 20 | 5  | 8  | 7  | 36 | 31 | 18  | +5  |                                           |
| 7  | SC Enschede      | 20 | 5  | 7  | 8  | 36 | 38 | 17  | -2  |                                           |
| 8  | Be Quick Zutphen | 20 | 6  | 4  | 10 | 35 | 46 | 16  | -11 |                                           |
| 9  | Enschedese Boys  | 20 | 6  | 3  | 11 | 37 | 46 | 15  | -9  |                                           |
| 10 | Vitesse          | 20 | 6  | 3  | 11 | 37 | 56 | 15  | -19 |                                           |
| 11 | HVV Tubantia     | 20 | 4  | 5  | 11 | 28 | 44 | 13  | -16 | Descendido.                               |

PJ = Partidos jugados; PG = Partidos ganados; PE = Partidos empatados; PP = Partidos perdidos; GF = Goles a favor; GC = Goles en contra; Pts = Puntos; DG = Diferencia de goles

### Eerste Klasse Norte
|    | Club            | PJ | PG | PE | PP | GF  | GC | Pts | DG  |                                           |
| -- | --------------- | -- | -- | -- | -- | --- | -- | --- | --- | ----------------------------------------- |
| 1  | sc Heerenveen   | 20 | 17 | 2  | 1  | 108 | 30 | 36  | +78 | Clasificado al grupo final por el título. |
| 2  | Be Quick 1887   | 20 | 14 | 2  | 4  | 62  | 34 | 30  | +28 |                                           |
| 3  | GVAV Rapiditas  | 20 | 11 | 4  | 5  | 58  | 46 | 26  | +12 |                                           |
| 4  | Sneek Wit Zwart | 20 | 9  | 5  | 6  | 29  | 29 | 23  | +0  |                                           |
| 5  | Veendam         | 20 | 7  | 4  | 9  | 38  | 54 | 18  | -16 |                                           |
| 6  | HSC             | 20 | 6  | 5  | 9  | 32  | 32 | 17  | 0   |                                           |
| 7  | VV Leeuwarden   | 20 | 5  | 6  | 9  | 26  | 49 | 16  | -23 |                                           |
| 8  | Achilles 1894   | 20 | 5  | 5  | 10 | 33  | 49 | 15  | -16 |                                           |
| 9  | Velocitas 1897  | 20 | 5  | 3  | 12 | 40  | 55 | 13  | -15 |                                           |
| 10 | LAC Frisia 1883 | 20 | 6  | 1  | 13 | 45  | 63 | 13  | -17 |                                           |
| 11 | FC Emmen        | 20 | 6  | 1  | 13 | 26  | 56 | 13  | -30 |                                           |

PJ = Partidos jugados; PG = Partidos ganados; PE = Partidos empatados; PP = Partidos perdidos; GF = Goles a favor; GC = Goles en contra; Pts = Puntos; DG = Diferencia de goles

### Eerste Klasse Sur-I
|    | Club          | PJ | PG | PE | PP | GF | GC | Pts | DG  |                                           |
| -- | ------------- | -- | -- | -- | -- | -- | -- | --- | --- | ----------------------------------------- |
| 1  | BVV Den Bosch | 20 | 16 | 2  | 2  | 49 | 16 | 34  | +33 | Clasificado al grupo final por el título. |
| 2  | NOAD          | 20 | 12 | 5  | 3  | 42 | 27 | 29  | +15 |                                           |
| 3  | Willem II     | 20 | 13 | 2  | 5  | 46 | 22 | 28  | +24 |                                           |
| 4  | NAC           | 20 | 10 | 2  | 8  | 52 | 39 | 22  | +13 |                                           |
| 5  | LONGA         | 20 | 7  | 7  | 6  | 41 | 31 | 21  | +10 |                                           |
| 6  | VVV Venlo     | 20 | 7  | 4  | 9  | 42 | 41 | 18  | +1  |                                           |
| 7  | HVV Helmond   | 20 | 7  | 3  | 10 | 36 | 45 | 17  | -9  |                                           |
| 8  | VC Vlissingen | 20 | 5  | 5  | 10 | 27 | 49 | 15  | -22 |                                           |
| 9  | Baronie/DNL   | 20 | 5  | 3  | 12 | 22 | 57 | 13  | -35 |                                           |
| 10 | Helmondia     | 20 | 4  | 4  | 12 | 26 | 41 | 12  | -15 |                                           |
| 11 | RKTVV Tilburg | 20 | 4  | 3  | 13 | 29 | 44 | 11  | -15 | Descendido.                               |

PJ = Partidos jugados; PG = Partidos ganados; PE = Partidos empatados; PP = Partidos perdidos; GF = Goles a favor; GC = Goles en contra; Pts = Puntos; DG = Diferencia de goles

### Eerste Klasse Sur-II
|    | Club           | PJ | PG | PE | PP | GF | GC | Pts | DG  |                                           |
| -- | -------------- | -- | -- | -- | -- | -- | -- | --- | --- | ----------------------------------------- |
| 1  | MVV Maastricht | 20 | 13 | 4  | 3  | 54 | 16 | 30  | +38 | Clasificado al grupo final por el título. |
| 2  | Sittardse Boys | 20 | 12 | 4  | 4  | 48 | 29 | 28  | +19 |                                           |
| 3  | PSV Eindhoven  | 20 | 11 | 5  | 4  | 41 | 30 | 27  | +9  |                                           |
| 4  | Limburgia      | 20 | 9  | 4  | 7  | 46 | 40 | 22  | +6  |                                           |
| 5  | FC Eindhoven   | 20 | 6  | 6  | 8  | 29 | 32 | 18  | -3  |                                           |
| 6  | Maurits        | 20 | 6  | 5  | 9  | 35 | 38 | 17  | -3  |                                           |
| 7  | SC Emma        | 20 | 6  | 5  | 9  | 35 | 46 | 17  | -11 |                                           |
| 8  | Juliana        | 20 | 5  | 7  | 8  | 34 | 52 | 17  | -18 |                                           |
| 9  | De Spechten    | 20 | 5  | 6  | 9  | 42 | 56 | 16  | -14 |                                           |
| 10 | Bleijerheide   | 20 | 5  | 5  | 10 | 29 | 43 | 15  | -14 |                                           |
| 11 | VV Brabantia   | 20 | 5  | 3  | 12 | 33 | 44 | 13  | -11 |                                           |

PJ = Partidos jugados; PG = Partidos ganados; PE = Partidos empatados; PP = Partidos perdidos; GF = Goles a favor; GC = Goles en contra; Pts = Puntos; DG = Diferencia de goles

### Eerste Klasse Oeste-I
|    | Club             | PJ | PG | PE | PP | GF | GC | Pts | DG  |                                           |
| -- | ---------------- | -- | -- | -- | -- | -- | -- | --- | --- | ----------------------------------------- |
| 1  | AFC Ajax         | 20 | 13 | 3  | 4  | 50 | 31 | 29  | +19 | Clasificado al grupo final por el título. |
| 2  | Feijenoord       | 20 | 10 | 4  | 6  | 57 | 44 | 24  | +13 |                                           |
| 3  | DWS              | 20 | 8  | 5  | 7  | 33 | 29 | 21  | +4  |                                           |
| 4  | HFC EDO          | 20 | 9  | 2  | 9  | 41 | 36 | 20  | +5  |                                           |
| 5  | RFC Rotterdam    | 20 | 8  | 4  | 8  | 50 | 44 | 20  | +6  |                                           |
| 6  | Sparta Rotterdam | 20 | 8  | 3  | 9  | 38 | 37 | 19  | +1  |                                           |
| 7  | Hermes DVS       | 20 | 7  | 4  | 9  | 42 | 48 | 18  | -6  |                                           |
| 8  | ADO Den Haag     | 20 | 8  | 2  | 10 | 30 | 35 | 1   | -5  |                                           |
| 9  | HVV 't Gooi      | 20 | 7  | 4  | 9  | 33 | 41 | 18  | -8  |                                           |
| 10 | VSV              | 20 | 8  | 2  | 10 | 45 | 56 | 18  | -11 |                                           |
| 11 | Emma             | 20 | 6  | 3  | 11 | 41 | 59 | 15  | -18 | Descendido.                               |

PJ = Partidos jugados; PG = Partidos ganados; PE = Partidos empatados; PP = Partidos perdidos; GF = Goles a favor; GC = Goles en contra; Pts = Puntos; DG = Diferencia de goles

### Eerste Klasse Oeste-II
|    | Club                | PJ | PG | PE | PP | GF | GC | Pts | DG  |                                           |
| -- | ------------------- | -- | -- | -- | -- | -- | -- | --- | --- | ----------------------------------------- |
| 1  | Blauw-Wit Amsterdam | 21 | 13 | 3  | 5  | 46 | 32 | 29  | +14 | Clasificado al grupo final por el título. |
| 2  | De Volewijckers     | 21 | 13 | 1  | 7  | 62 | 43 | 27  | +19 |                                           |
| 3  | HFC Haarlem         | 20 | 12 | 1  | 7  | 64 | 44 | 25  | +20 |                                           |
| 4  | Xerxes              | 20 | 11 | 3  | 6  | 62 | 47 | 25  | +15 |                                           |
| 5  | DFC                 | 20 | 11 | 1  | 8  | 47 | 35 | 23  | +12 |                                           |
| 6  | SC Neptunus         | 20 | 8  | 5  | 7  | 36 | 29 | 21  | +7  |                                           |
| 7  | DOS                 | 20 | 7  | 4  | 9  | 37 | 47 | 18  | -10 |                                           |
| 8  | HBS Craeyenhout     | 20 | 7  | 2  | 11 | 34 | 39 | 16  | -5  |                                           |
| 9  | Stormvogels         | 20 | 6  | 2  | 12 | 24 | 43 | 14  | -19 |                                           |
| 10 | DHC Delft           | 20 | 5  | 4  | 11 | 29 | 58 | 14  | -29 |                                           |
| 11 | SBV Excelsior       | 20 | 2  | 6  | 12 | 24 | 48 | 10  | -24 |                                           |

PJ = Partidos jugados; PG = Partidos ganados; PE = Partidos empatados; PP = Partidos perdidos; GF = Goles a favor; GC = Goles en contra; Pts = Puntos; DG = Diferencia de goles

### Grupo final por el título
|   | Club                | PJ | PG | PE | PP | GF | GC | Pts | DG  |
| - | ------------------- | -- | -- | -- | -- | -- | -- | --- | --- |
| 1 | AFC Ajax            | 10 | 8  | 1  | 1  | 32 | 16 | 17  | +16 |
| 2 | sc Heerenveen       | 10 | 6  | 2  | 2  | 35 | 22 | 14  | +13 |
| 3 | NEC Nijmegen        | 10 | 3  | 3  | 4  | 21 | 32 | 9   | -11 |
| 4 | MVV Maastricht      | 10 | 1  | 5  | 4  | 19 | 24 | 7   | -5  |
| 5 | BVV Den Bosch       | 10 | 3  | 1  | 6  | 14 | 20 | 7   | -6  |
| 6 | Blauw-Wit Amsterdam | 10 | 1  | 4  | 5  | 17 | 24 | 6   | -7  |

PJ = Partidos jugados; PG = Partidos ganados; PE = Partidos empatados; PP = Partidos perdidos; GF = Goles a favor; GC = Goles en contra; Pts = Puntos; DG = Diferencia de goles
|                             |
| Campeón AFC Ajax 8.° título |